# Jacques d’Estampes de Valençay
Jacques d’Estampes de Valençay (* 28. November 1579; † 21. November 1639 in Boulogne-sur-Mer), Seigneur de Valençay et d’Applaincourt, war ein französischer Adliger und Militär.
Jacques d’Estampes de Valençay ist zu unterscheiden von seinem Vetter, dem Marschall Jacques d’Estampes, Marquis de La Ferté-Imbault (1590–1668).

## Leben
Jacques d’Estampes ist der älteste Sohn von Jean d’Estampes (1548–1620), Seigneur de Valençay et d’Estiau, Capitaine von 50 Ordonnanzsoldaten des Königs (1586), Conseiller d’État (1594), und Sara d’Applaincourt.
Er ist der ältere Bruder von Léonor d’Estampes de Valençay, Erzbischof von Reims, Achille d’Estampes de Valençay, Kardinal und General der Armee des Malteserordens, und Jean d’Estampes de Valençay, Conseiller d’État und Botschafter.
Jacques d’Estampes de Valençay war Lieutenant Colonel der Cavalerie légère de France und Grand Maréchal des Logis de la Maison du Roi. Am 31. Dezember 1619 wurde er anstelle seines bereits ernannten Vaters, der zur Zeremonie nicht erscheinen konnte, in den Orden vom Heiligen Geist aufgenommen. 1622 nahm er an der Belagerung von Montpellier teil und wurde dann Gouverneur der Stadt. Später wurde er Gouverneur von Calais und 1636 Gouverneur des Berry als Abwesenheitsvertreter des Prince de Condé.

## Ehe und Nachkommen
Jacques d’Estampes heiratete Louise Blondel, Tochter von Oudard Blondel, genannt de Joigny, Seigneur de Bellebrune, und Jeanne de Morainvilliers. Ihre Kinder waren:
- Jean d’Estampes († 1629 bei der Belagerung von Privas), genannt Baron de Bellebrune; ⚭ (Ehevertrag 14. April 1627) Catherine d’Elbene, Tochter von Alexandre d’Elbène, Seigneur de La Mothe, und Catherine d’Elbène
- Dominique d’Estampes († 6. Mai 1691[1] im Alter von 96 Jahren), Marquis d’Applaincourt, Marquis de Valençay, Deputierter des Adels des Berry für die États von 1649; ⚭ 1641 Marie-Louise de Montmorency, älteste Tochter von François de Montmorency, Seigneur de Bouteville, und Élisabeth Angélique de Vienne (Stammliste der Montmorency)
- Henri d’Estampes (* 1603; † 6. April 1678 auf Malta, im 75. Lebensjahr), Malteserordensritter, Großkreuz und Bailli des Ordens, Grand Prieur de Bapaume, dann Grand Prieur de France (1670) kommandierender General der französischen Marine (1632), Botschafter des Malteserordens (von Großmeister Jean de Lascaris-Castellar (reg. 1636–1657) entsandt) in Rom und Venedig, drei Jahre französischer Botschafter in Rom (ab 1652), Abt von Bourgueil und Champagne, starb auf Malta als vorgesehener Nachfolger des Großmeisters Raphael Cotoner, der ihn aber überlebte.
- Sara d’Estampes († jung)
- Charlotte d’Estampes († 1714), Nonne in Faremoutiers, 1680 Äbtissin von Étival.
- Eléonore d’Estampes († 27. März 1679 im Alter von 72 Jahren); ⚭ Charles de Monchy, Marquis d’Hocquincourt, MarSchall von Frankreich, Sohn von Georges de Monchy, Seigneur d’Hocquincourt, und Claude de Monchy